# Valeria Rees
Valeria Rees Loria (sinh ngày 5 tháng 6 năm 1993) là người mẫu người Costa Rica, cô được chỉ định đăng quang cuộc thi Hoa hậu Costa Rica 2021 và là đại diện tham gia Hoa hậu Hoàn vũ 2021 được tổ chức tại Eilat, Israel.

## Tiểu sử
Rees sinh ra và lớn lên ở Heredia, Costa Rica. Cô là một người rất thích đi du lịch, phiêu lưu thường xuyên nơi cô có thể khám phá và trải nghiệm những điều mới trong cuộc sống. Cô đã từng chịu đựng chịu chứng chán ăn trong vòng 5 năm liền, cùng với những kinh nghiệm rút ra cô đã lập nên hội Open Cage Foundation để hỗ trợ những người bị chứng rối loạn ăn uống. Năm 2010, cô chính thức bước vào sự nghiệp người mẫu chuyên nghiệp.

## Các cuộc thi sắc đẹp

### Hoa hậu Costa Rica Thế giới 2019
Rees tham gia Hoa hậu Costa Rica Thế giới 2019, cuộc thi sắc đẹp đầu tiên cô từng tham gia và trở thành Á hậu 2.

### Hoa hậu Costa Rica 2020
Cô bắt đầu tham gia cuộc thi Hoa hậu Costa Rica 2020 được tổ chức tại Estudio Marco Picado ở Nunciatura, San José, tỉnh San José, Costa Rica và dừng chân tại Á hậu 1. Sau cuộc thi vào ngày 30 tháng 8 năm 2021, cô đã chính thức được bổ nhiệm làm Hoa hậu Hoàn vũ Costa Rica 2021.

### Hoa hậu Hoàn vũ 2021
Với tư cách là Hoa hậu Hoàn vũ Costa Rica 2021, cô đại diện cho Costa Rica tại Hoa hậu Hoàn vũ 2021 được tổ chức tại Eilat, Israel. Cô không có mặt trong Top 16 người đẹp nhất.